# Ptychosperma burretianum
Ptychosperma burretianum är en enhjärtbladig växtart som beskrevs av Frederick Burt Essig. Ptychosperma burretianum ingår i släktet Ptychosperma och familjen Arecaceae. Inga underarter finns listade i Catalogue of Life.